# Vuurloze locomotief

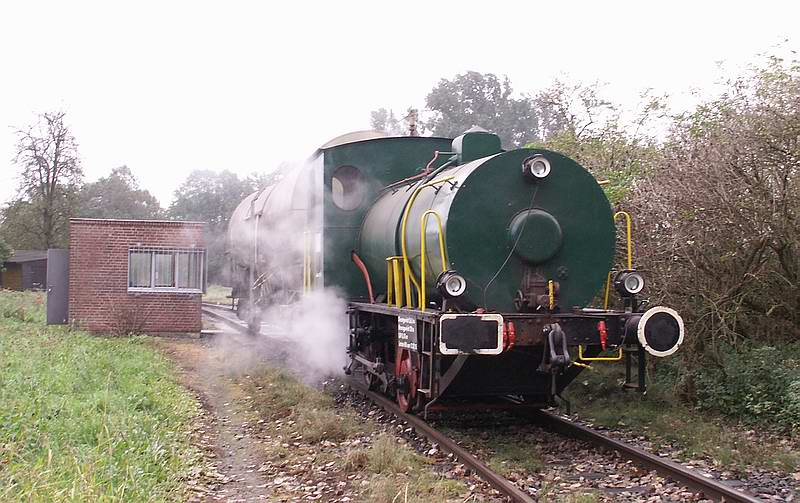
Hanomag vuurloze locomotief (Heinsberg-Oberbruch, 2006)

Een vuurloze locomotief is een stoomlocomotief die bestemd is voor plaatsen waar vuur en rook gevaarlijk of ongewenst zijn, bijvoorbeeld in kolenmijnen.
Deze locomotief moet van tijd tot tijd worden gevuld vanuit een gewone stoomlocomotief of vanuit een fabrieksstoomketel. Nadat de ketel voor de helft met warm water is gevuld, wordt dit water verder verhit door er hete stoom door te blazen, waardoor de watertemperatuur verder stijgt. Bij een watertemperatuur van 192 graden Celsius hoort een druk van 12 bar. De aan het vat toegevoegde stoom condenseert volledig en doet het waterpeil tot het maximum stijgen. Dankzij de warmtecapaciteit van het water wordt de verbruikte stoom steeds aangevuld, en kan de locomotief enige uren dienstdoen.

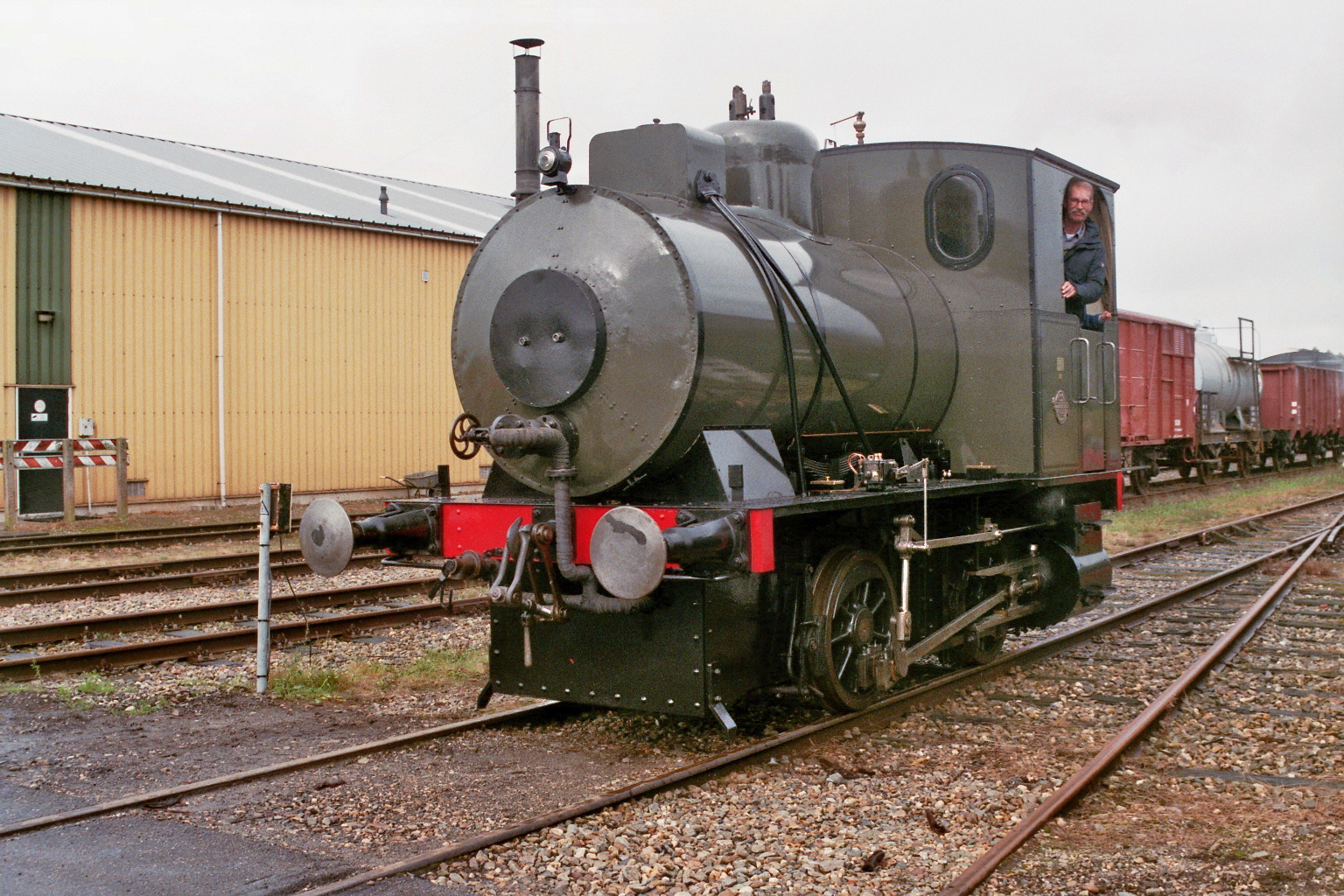
Vuurloze locomotief 6326 bij de STAR te Stadskanaal.

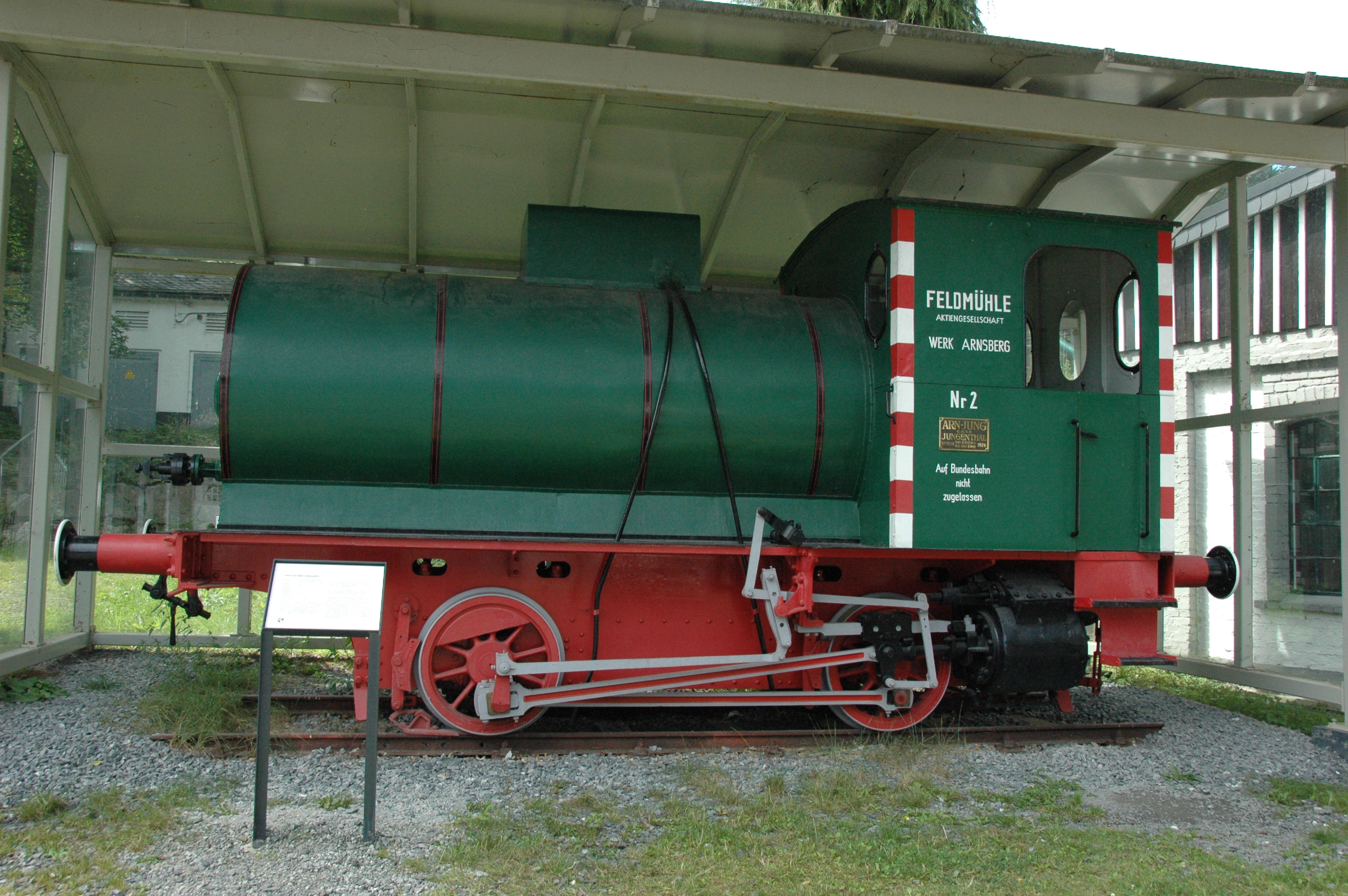
Jung vuurloze locomotief (Maschinen und Heimatmuseum Eslohe, 2008)

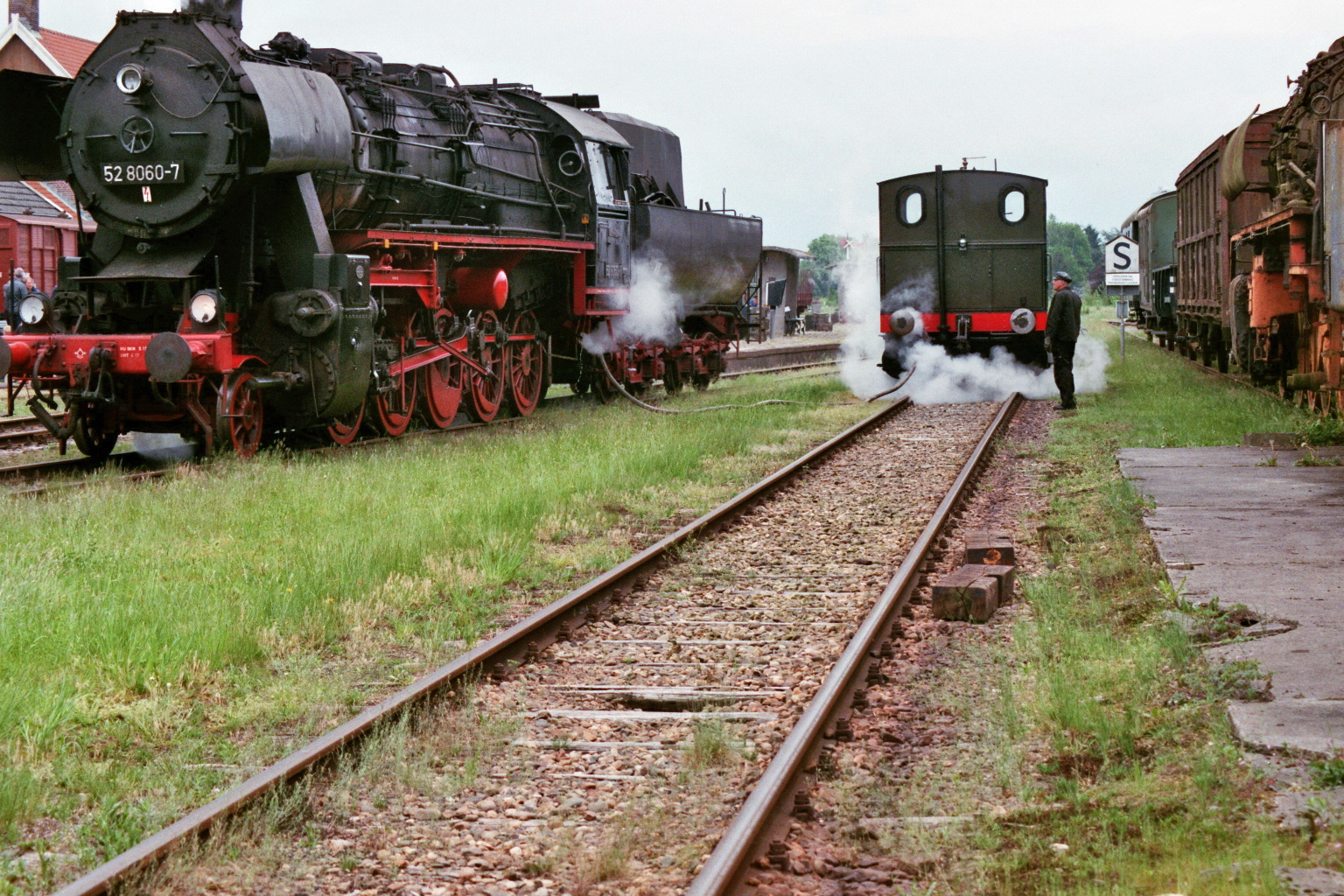
De vuurloze locomotief 6326 wordt op het emplacement Stadskanaal met stoom bijgevuld vanuit de 52 8060-7

In Nederland is één exemplaar als museumloc bewaard gebleven. Dit is loc 6326, gebouwd in 1913 door Orenstein & Koppel, die van 1914 tot 1928 dienst heeft gedaan bij Anton Jurgens' Margarinefabrieken in Oss en daarna bij de Verenigde Oliefabrieken Zwijndrecht.
De loc is lang onderdeel geweest van de collectie van de Stoom Stichting Nederland te Rotterdam en ging op 3 augustus 2017 naar de Stichting Stadskanaal Rail te Stadskanaal. Bij de STAR krijgt de geheel rijvaardige loc een nieuwe bestemming.
In het buitenland zijn er nog enkele locomotieven gewoon in gebruik, zoals in de suikerfabriek van Semboro op Java. Hier zijn nog veldlijnen in gebruik, 
maar daar hebben deze locomotieven te weing capaciteit voor. De suikerfabriek van Pagotan heeft stoomlocomotieven uit de jaren '20, die pas in 2011 verbouwd zijn tot vuurloze locomotief.